# Montanissell
Montanissell – miejscowość w Hiszpanii, w Katalonii, w prowincji Lleida, w comarce Alt Urgell, w gminie Coll de Nargó.
Według danych INE w 2020 roku liczyła 19 mieszkańców – 10 mężczyzn i 9 kobiet. 